# Q語言
Q是一種專門用於数组處理的程式語言，由著名計算機科學家Arthur Whitney開發。此語言由Kx Systems商業化並作為專有軟件提供。Q 作為kdb+的查詢語言，具有基於磁盤和内存的列式数据库功能。kdb+ 基於k語言，該語言是一種簡潔的APL變體。
Q 可視為 k 語言的一個簡化包裝，提供了一個更易讀的、類似英語的接口。其應用場景包括金融时间序列分析，如進行不精確的時間匹配。例如，匹配前一個出價與後一個詢價，即使時間戳略有不同，也可實現匹配。

## 外部連結
- 官方网站, Kx Systems
- 官方网站, kdb+
- Online documentation and developer site （页面存档备份，存于）
- Online kdb Tutorials （页面存档备份，存于）
- qStudio an IDE with timeseries charting for kdb  （页面存档备份，存于）
- Kx Developer, an IDE for kdb+  （页面存档备份，存于）
- kdb+ repositories on GitHub （页面存档备份，存于）
- Free online version of Q for Mortals （页面存档备份，存于）
- Q for All video tutorials （页面存档备份，存于）
- Technical Whitepapers （页面存档备份，存于）
- jq, an implementation of q on the JVM （页面存档备份，存于）